# Rambong (Meureudu)
Rambong is een bestuurslaag in het regentschap Pidie Jaya van de provincie Atjeh, Indonesië. Rambong telt 818 inwoners (volkstelling 2010).